# ティハーマ

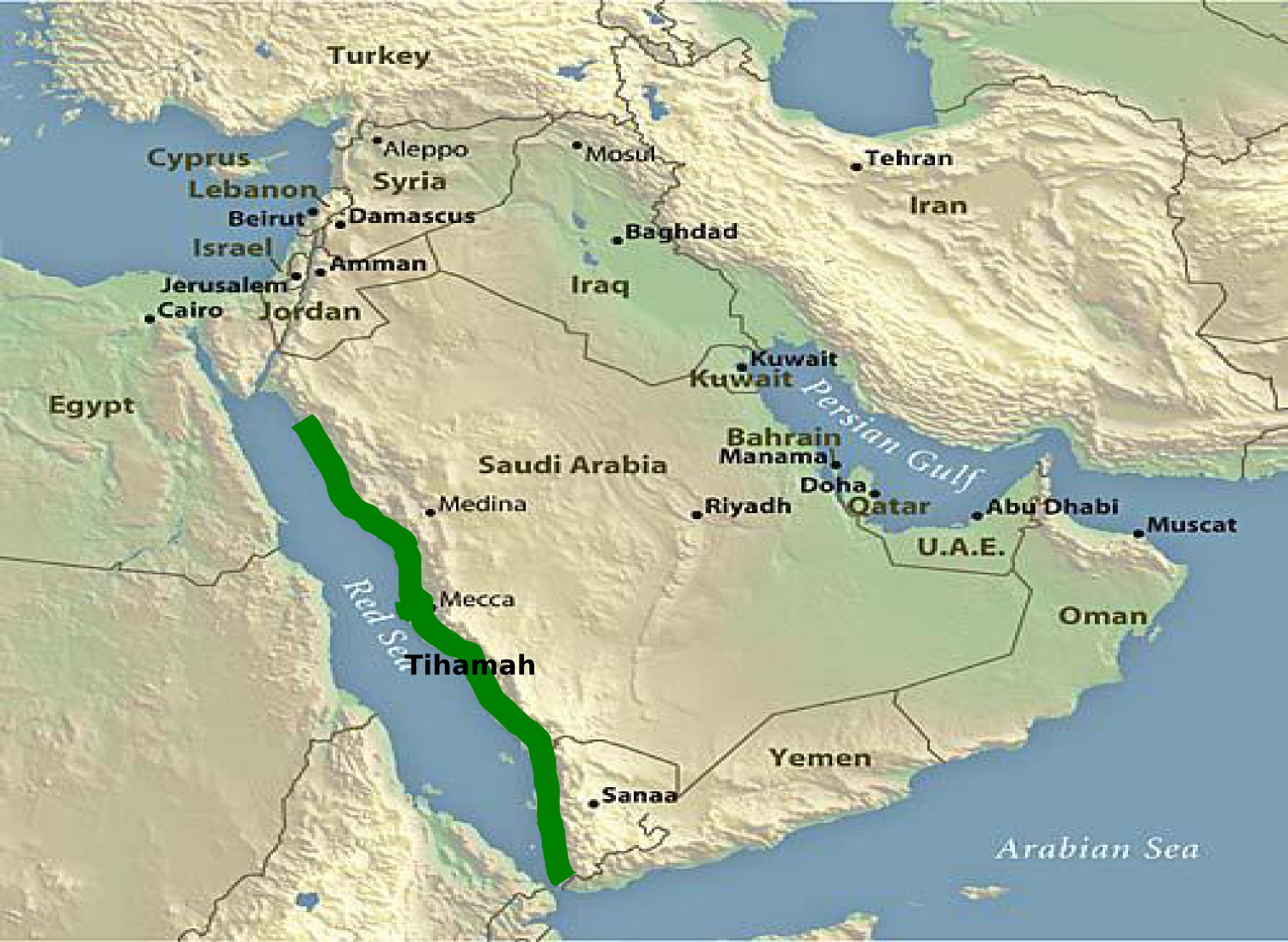
ティハーマの位置を示す地図。緑色に着色された地域がティハーマ。

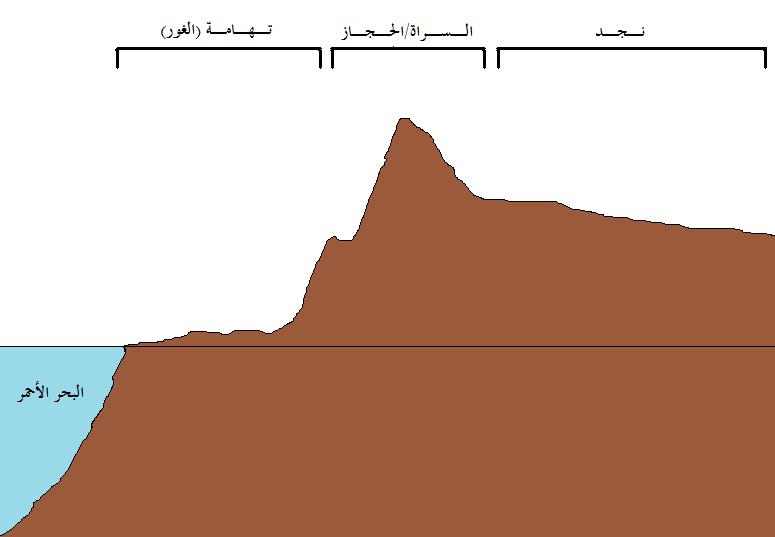
アラビア半島西半分の地勢を示す模式図。左から紅海、ティハーマ、ヒジャーズ、ナジュド。

ティハーマ（アラビア語: تهامة, ラテン文字転写: Tihāmat; 英語: Tihamah）は、アラビア半島のアカバ湾からバーブル・マンデブ海峡までの、紅海に面した沿岸平野あるいは海岸低地を指す地理的名称である。
紅海に面したアラビア半島の西側海岸部は、海岸から20から30キロメートル、最大でも70キロメートルほど内陸まで低地が続いている。この海抜1500メートルまでの低地がアラビア語で「ティハーマ」と呼ばれている沿岸平野である。ティハーマよりさらに内陸へ行くと「ヒジャーズ」と呼ばれる山間部に入り、気候や植生が変わる。ティハーマは、アカバ湾からバーブル・マンデブ海峡のすぐ北側に至るまで連続しており、そのため、非常に細長く狭い地域である。なおイエメンのインド洋（アラビア海）沿岸部も「ティハーマ」と呼ばれることがある。
ティハーマをさらに細かく分ける場合は、アカバ湾からリースより北をティハーマトゥル・ヒジャーズ（Tihāmat Al-Ḥijāz）、リースより南から南アラビア（イエメン）までをティハーマ・アスィール（Tihāmat ʿAsīr）という。南アラビア（イエメン）地方のティハーマは、ティハーマトゥル・ヤマン（Tihāmat al-Yaman）といい、ティハーマ・アスィールの延長である。
内陸部と違い、ほとんどは砂丘に覆われ火山地帯も存在し、海岸部の湿地帯やマングローブ、ワジ（ワーディー、涸れ川）に沿った扇状地、いくつかのオアシスを除き乾燥した不毛の土地である。